# Deinocerites panamensis
Deinocerites panamensis är en tvåvingeart som beskrevs av Abdiel José Adames 1971. Deinocerites panamensis ingår i släktet Deinocerites och familjen stickmyggor.
Artens utbredningsområde är Panama. Inga underarter finns listade i Catalogue of Life.